# Mogamed Ibragimov
Mogamed Ibragimov (mak. Могамед Ибрагимов, aze. Məhəmməd İbrahimov) (Mahačkala, Rusija, 22. srpnja 1974.) je naturalizirani sjevernomakedonski hrvač azerskog podrijetla. Rođen je u dagestanskoj Mahačkali te ima avarske korijene.
Bio je svjetski viceprvak u hrvanju slobodnim stilom na prvenstvu održanom 1998. godine u Teheranu. Tijekom olimpijade u Sydneyju 2000. osvojio je brončanu medalju u kategoriji do 85 kg. Bila je to prva (a zasad i jedina) sjevernomakedonska olimpijska medalja.
Trenirao ga je Ševalje Nusujev, a nastupao je za hrvački klub Jaka Bučim iz Radoviša.

## Karijera

### OI 2000. Sydney
| Sydney 2000.        | Sydney 2000. | Sydney 2000. | Sydney 2000.    |
| Protivnik           | Zemlja       | Uspjeh       | Natjecanje      |
| ------------------- | ------------ | ------------ | --------------- |
| David Bichinashvili | Ukrajina     | 3:1; pobjeda | skupina         |
| Tatsuo Kawai        | Japan        | 3:1; pobjeda | skupina         |
| Charles Burton      | SAD          | 4:2; pobjeda | četvrtfinale    |
| Adam Saitijev       | Rusija       | 0:3; poraz   | polufinale      |
| Amir Reza Khadem    | Iran         | 4:1; pobjeda | borba za broncu |

## Vanjske poveznice
- Sportski rezultati hrvača Ibragimova  Arhivirana inačica izvorne stranice od 17. travnja 2020. (Wayback Machine)